# Frederick Weyand
(dichiarazione del tenente generale Frederick Weyand ad un funzionario del governo degli Stati Uniti nel 1967.)
Frederick Carlton Weyand (Arbuckle, 15 settembre 1916 – Honolulu, 10 febbraio 2010) è stato un generale statunitense, ultimo comandante in capo delle forze armate americane nella fase finale della Guerra del Vietnam, dal 1972 al 1973.
Nei sanguinosi anni della Escalation (1965-1968) il generale Weyand aveva comandato con abilità la 25ª Divisione fanteria (la Tropic Lightning, unità tra le più efficienti e combattive delle truppe americane in Vietnam) e quindi, dal 1967, l'intera II Field Force, Vietnam, impegnata nella III e nella IV Regione militare del Vietnam del Sud, il complesso di forze più potente dell'Esercito americano nel teatro bellico indocinese.
Il suo ruolo si dimostrò decisivo soprattutto durante la pericolosa Offensiva del Têt, dove la sua prontezza operativa e la sua giusta valutazione dei piani del nemico, permisero di impiegare tempestivamente le sue forze e respingere gli attacchi vietcong contro la stessa capitale Saigon. Dopo lo scioglimento ufficiale del suo comando in Vietnam (il MACV) Weyand terminò la sua brillante carriera come Capo di Stato maggiore dell'Esercito americano negli anni 1974-1976.

## Biografia

### Gli inizi della carriera
Originario della California, Frederick Weyand divenne ufficiale nel maggio 1938 attraverso il programma di corsi svolti all'interno dell'Università di Berkeley nel quadro del Reserve Officer Training Corps (ROTC), e svolse il suo primo servizio attivo nel 6º reggimento d'artiglieria campale dal 1940 al 1942. Durante la seconda guerra mondiale, dopo aver frequentato la prestigiosa Scuola di Stato Maggiore di Fort Leavenworth, servì soprattutto all'interno dei servizi di informazione e intelligence dell'Esercito americano, prima al Pentagono (fino al 1944) e quindi, nella fase finale della guerra, nel teatro del Sud-Est asiatico e della Birmania.
Dopo la fine della guerra, Weyand per alcuni anni mantenne incarichi nel servizio informazioni, all'interno del comando del Pacifico, prima di frequentare la Scuola di fanteria di Fort Benning e passare al comando sul campo del I battaglione del 7º reggimento di fanteria durante la guerra di Corea.  Nel successivo decennio la carriera di Weyand proseguì con un alternarsi di servizi nelle varie scuole di applicazione e stato maggiore dell'Esercito e di incarichi prevalentemente di stato maggiore sia negli Stati Uniti che in Europa, dove le notevoli qualità intellettuali del generale ebbero modo di mettersi in evidenza.
Nel 1964, infine, Frederick Weyand assunse il comando della 25ª Divisione fanteria stazionata nelle Hawaii, componente importante delle forze assegnate al Comando Pacifico degli Stati Uniti (USPACOM) e quindi tra le prime unità organiche ad entrare in combattimento in Vietnam del Sud dopo la decisione (nel luglio 1965) del presidente Johnson di impegnare direttamente le forze americane nella sanguinosa guerra contro le forze insurrezionali del FLN (Fronte di Liberazione Nazionale) appoggiate dal Vietnam del Nord.

### In Vietnam

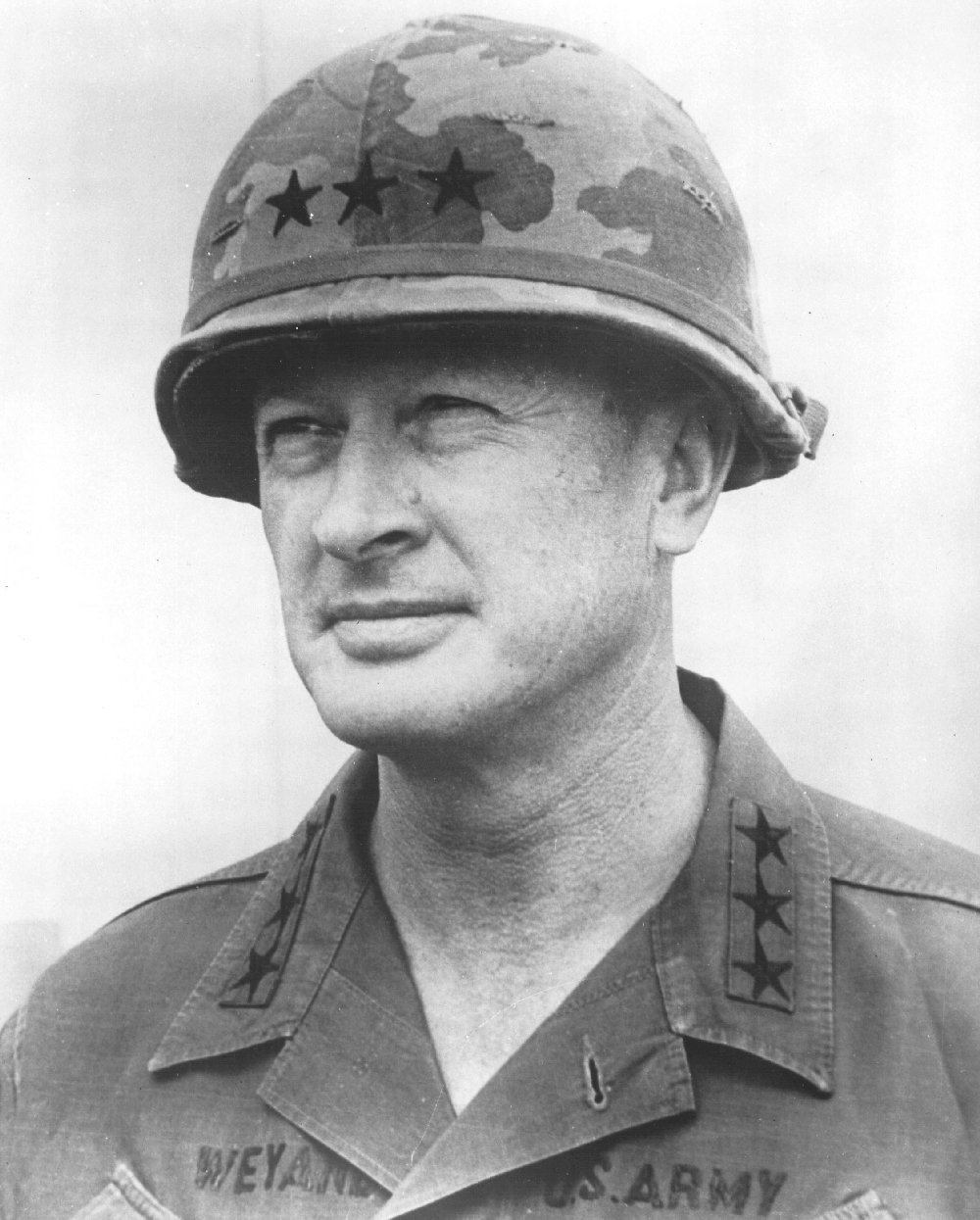
Il tenente generale Weyand in Vietnam

A partire dall'estate 1965, Frederick Weyand portò quindi in combattimento in Vietnam la sua efficiente divisione (in un primo momento solo la 3ª Brigata, seguita entro la primavera del 1966 dal resto della divisione.)  che venne schierata nella regione di Cu Chi, nelle vicinanze della capitale Saigon, all'interno della III Regione militare del Vietnam del Sud. Per oltre un anno il generale mostrò preparazione e abilità, portando ad un notevole grado di prontezza operativa la sua 25ª Divisione fanteria (Tropic Lightning) e partecipando ad un gran numero di operazioni di "individuazione e distruzione" (Search and Destroy), sferrate dalle forze americane secondo le aggressive direttive del comandante supremo del MACV, generale William Westmoreland.
Realista nella valutazione dei problemi della guerra e dei risultati raggiunti, e pur non condividendo completamente la visione strategica di Westmoreland e preferendo invece una approccio meno convenzionale alla guerra e un maggiore enfasi sulle operazioni di pacificazione nei villaggi, Weyand impegnò disciplinatamente e con un certo successo la sua divisione in alcune grandi operazioni contro le roccaforti vietcong. In particolare si distinse per le sue capacità di coordinamento durante le offensive nel Triangolo di Ferro (Operazioni "Crimp", "Birmingham", "Lexington","El Paso" e soprattutto la grande Operazione Cedar Falls) e nella provincia di Tay Ninh (Operazione Junction City).
La 25ª Divisione, responsabile principale della sicurezza di Saigon, si guadagnò una notevole reputazione di combattività ed risolutezza, e il generale Weyand crebbe nella considerazione dei comandi fino ad assumere agli inizi del 1967 l'incarico di vice comandante della II Field Force, Vietnam, responsabile di tutte le forze americane nella III e IV Regione militare; finendo per assumere il comando in capo di questo grande comando operativo alla fine del 1967, in sostituzione del generale Bruce Palmer.
Il ruolo del generale Weyand fu particolarmente importante durante la improvvisa e imprevista Offensiva del Têt (febbraio 1968); grazie soprattutto alla sua prudenza e alla sua decisione di mantenere grossi contingenti di truppe americane nelle vicinanze di Saigon, l'attacco vietcong alla capitale venne duramente respinto e la II Field Force, Vietnam riuscì a controllare la situazione e a infliggere gravi perdite al nemico.
Dopo questo lungo e movimentato periodo di comando sul campo in Vietnam, Weyand alla fine del 1968 venne richiamato in Patria per fungere da consigliere militare dell'ambasciatore Henry Cabot Lodge, Jr., rappresentate americano ai colloqui di pace di Parigi che stavano per avere inizio; la pausa fu di breve durata, dopo un nuovo incarico di stato maggiore al Pentagono, il generale venne richiamato in Vietnam nel 1970 e nominato vice comandante del MACV a fianco del generale Creighton Abrams con cui collaborò proficuamente nella lunga e tormentata fase della cosiddetta vietnamizzazione del conflitto.
Il 30 giugno 1972, quando ormai il rientro delle forze combattenti americane era quasi completato, Frederick Weyand assunse il comando supremo del MACV e nei successivi mesi concluse con successo il ritiro americano e la precaria stabilizzazione del regime del Vietnam del Sud; il generale rientrò negli Stati Uniti al momento dello scioglimento ufficiale del MACV il 29 marzo 1973.

### Capo di Stato Maggiore dell'Esercito

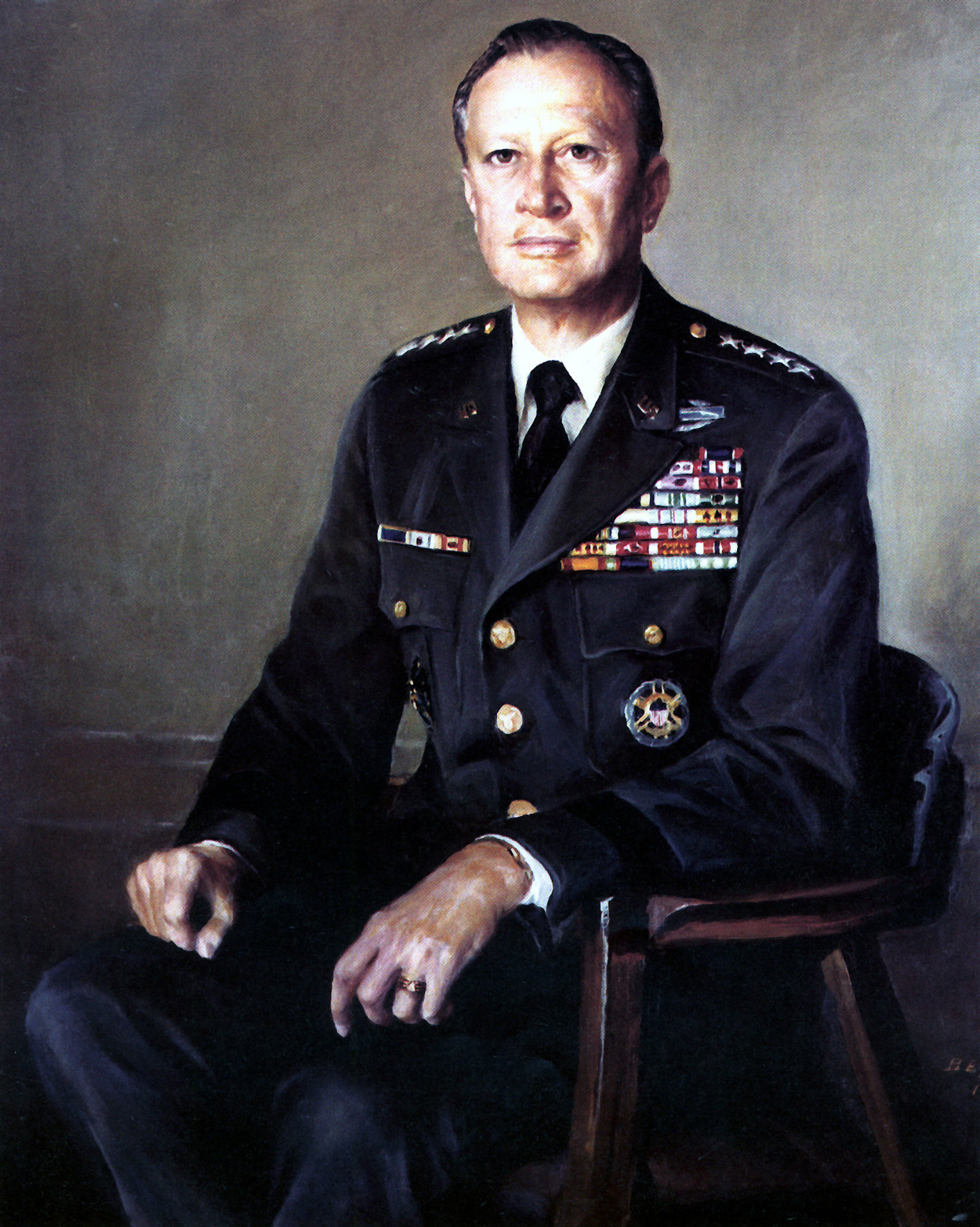
Ritratto ufficiale del generale Frederick Weyand, nella veste di Capo di Stato Maggiore dell'Esercito americano.

Dopo il definitivo rientro in Patria, il generale Weyand venne subito nominato alla testa dell'Esercito americano nel Pacifico e quindi vice capo di Stato Maggiore dell'Esercito (1973-1974), per poi diventare il 3 ottobre 1974 il 28° Capo di Stato Maggiore generale del U.S. Army, incarico che mantenne fino al 30 settembre 1976 e che svolse con competenza sviluppando il programma di totale rinnovamento e ricostruzione delle forze americane previsto dopo il disastro vietnamita. Il generale Weyand si ritirò dal servizio attivo nell'ottobre 1976.
Dopo una lunga vecchiaia, il generale Weyand è deceduto nel febbraio 2010 per cause naturali in una Residenza protetta a Honolulu, nelle Hawaii, dove il generale si era ritirato dopo il suo collocamento a riposo.
Frederick Weyand fu sicuramente una figura rimarchevole tra i generali superiori coinvolti nel conflitto del Vietnam; dotato di lucida capacità di giudizio e di una certa indipendenza, valutò meglio e prima di altri le difficoltà quasi insormontabili per le forze americane (sembra che peraltro non mancò di far trapelare alla stampa americana i reali problemi sul campo, minimizzati invece dai rapporti ufficiali diramati da Westmoreland); condusse le operazioni che gli furono affidate con competenza e preparazione e concluse la sua brillante carriera avviando il programma di riforma globale dell'Esercito.